# Фан-клуб
Фан-клуб — сообщество людей, объединённых общими интересами (из которых часто выделяется один — центральный). 
Целью фан-сообщества является, в том числе, сбор информации о центральном объекте интереса.

## Классификация
- По наличию организатора
  - С доминированием
  - Доминирование: управление одним (или несколько) человеком
- По статусу
  - Официальные
  - Неофициальные